# Гальдра-Лофт
Га́льдра-Ло́фт или Колду́н Ло́фт (исл. Galdra-Loftur), настоящее имя Лофт Торстейнссон (исл. Loftur Þorsteinsson) — историческая личность и персонаж исландских сказок, известный своими познаниями в чёрной магии. Легенды о Гальдра-Лофте рассказывались со времён исчезновения колдуна (с середины XVIII века), а первое упоминание в литературе Гальдра-Лофт получил в пьесе исландского драматурга Йоханна Сигюрйоунссона, которая вышла в свет в 1914 году.

## Биография
Лофт Торстейнссон родился в 1702 году в семье охотника (сокольничего) Торстейна Йоунссона из Скогарстрандархреппюра и его жены, Аусты Лофтсдоуттир. Согласно упоминанию в одной из легенд, семья держала служанок, что намекает на их богатство. В 1716 г. Лофт поступил в соборную школу в Хоуларе и окончил учёбу в 1722 г. О дате смерти Лофта ничего не известно, а о других обстоятельствах жизни известно в основном из легенд.

## В фольклоре
По мнению М. И. Стеблина-Каменского, сказка о Гальдра-Лофте - одна из самых известных и драматичных исландских сказок о колдунах. Согласно легендам, Лофт начал изучать чёрную магию ещё в хоуларской школе. Надев уздечку из кожи мертвеца на одну из своих служанок, он летал на ней из дома в школу и обратно. Служанка от этого захворала, но никому не рассказывала о происходящем, пока Лофт был жив. Другую служанку, забеременевшую от него, он убил, заставив стену перед ней открыться и снова закрыться, как только женщина вошла в проход. Позже стену снесли, и в ней нашелся скелет погибшей.
Лофт собирал магические книги и досконально изучил самую известную из них — «Серую кожу». Он владел рунами и исландскими магическими знаками (гальдраставами, исл. galdrastafir). Желая стать великим магом, он решил добыть «Красную кожу» — колдовскую книгу, которую унёс с собой в могилу епископ Гохтскаульк Злой (Готтскальк Жестокий). В помощь он взял одного из своих учеников, которому внушил, что все, кто начал изучать чёрную магию, прокляты и осуждены погибнуть, но если довести обучение до конца, то дьявол потеряет над колдуном власть и будет служить ему, как, по преданию, служил Сэмунду Мудрому. Лофту удалось поднять епископа из мёртвых, но заставить его отдать книгу он не смог. Сломленный этой неудачей, колдун утратил и чародейскую силу, и бодрость духа. Некоторое время он болел, а затем пропал без вести (легенда гласит, что дьявол утащил его под воду, когда Лофт отправился на рыбалку).
В сказках о Гальдра-Лофте исторические факты переплетены с вымыслом: Лофт Торстейнссон действительно владел множеством магических книг и был знатоком гальдра (магических заклинаний и заговоров). Возможно, он и впрямь пытался найти легендарный гримуар «Красная кожа». Однако рассказы о его колдовских деяниях, о встрече с покойным епископом и о причинах смерти - типичные фольклорные мотивы, характерные для народных сказок о магах и колдунах.

## Образ Лофта в литературе
Первое упоминание о Колдуне Лофте встречается в пьесе Йоханна Сигюрйоунссона «Гальдра-Лофт». Пьеса основана на легенде о колдуне и акцентирует внимание на трагической смерти Лофта.